# Dexiosoma aristatum
Dexiosoma aristatum là một loài ruồi trong họ Tachinidae.